# Kovács Károly (tanár)
Dr. Kovács Károly (Újvidék, 1875. november 1. – Makó, 1937. december 24.) bölcseleti doktor és főgimnáziumi tanár.

## Életpályája
Apja Kovács János tanár és író volt. A gimnáziumot szülővárosában végezte 1892-ben; orvosi és bölcseleti tanulmányait 1892–1896 között a budapesti egyetemen hallgatta. 1894-ben tett tanári szakvizsgálatot és 1896. májusban alapvizsgát. 1896. december 21-én bölcseleti doktorrá avatták. 1897. június 3-án tanári oklevelet szerzett a magyar és latin szakból. 1896. szeptembertől 1897. júniusig a budapesti tanárképzőintézet gyakorló főgimnáziumában volt ösztöndíjas rendes tag. 1897. július 8-án a makói magyar királyi állami főgimnáziumhoz nevezték ki helyettes tanárnak. 1897–1906 között, valamint 1920–1924 között a makói József Attila Gimnázium magyar-latin szakos tanára volt; tanította többek közt József Attilát és Erdei Ferencet is.
Élénk részt vett a társadalmi és politikai életben is. Megyebizottsági tag volt Temesvárott és utóbb Makón. Ugyancsak tagja volt Makón az iskolaszéknek és ügyvezető igazgatója a revíziós ligának. Igen nagy gyakorlati érzékről tanúskodó cikkeket írt a lapokba. 
Sírja a makói református ótemetőben található.

## Művei
- Horatius odáinak fordítói Virágig és a műfordítás kérdésének fejlődése. Budapest, 1896.
- Slavici. A szerencsemalom. (Rumén regény.) Makó, 1898. (A nagy Világból c. regénygyűjteményben.)